# Démuin British Cemetery
Le Démuin British Cemetery    est un cimetière militaire de la Première Guerre mondiale situé  sur le territoire de la commune de Démuin, dans le département de la Somme, au sud-est d'Amiens.

## Localisation
Ce cimetière est situé à la sortie nord du village en direction de Villers-Bretonneux.

## Histoire

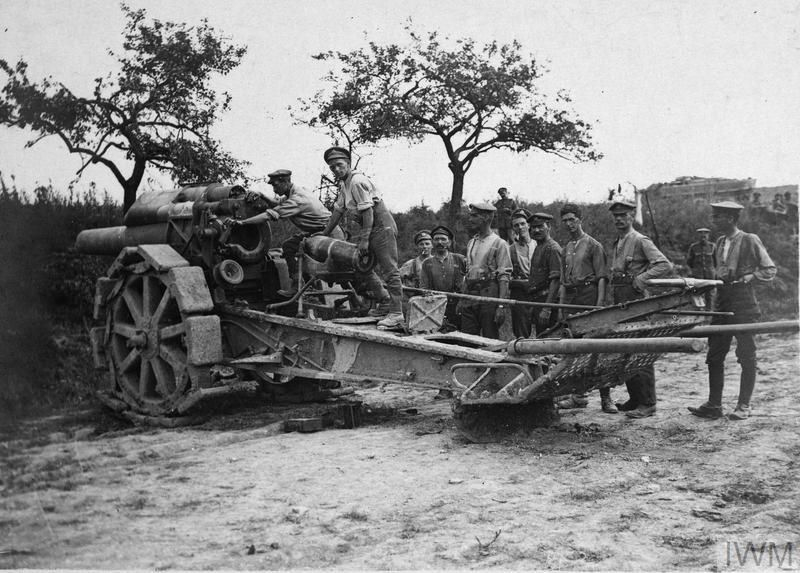
Troupes canadiennes examinant un obusier lourd allemand Mörser 16 de 21 cm capturé près de Demuin, le 14 août 1918. © IWM (Q 78690).

Le village de Démuin est occupé par les troupes du Commonwealth en mars 1917, le front se stabilisant ensuite à une cinquantaine de kilomètres à l'est .

En mars 1918, l'armée allemande lance, depuis les environs de Saint-Quentin, son offensive du Printemps en vue conquérir Amiens. Le village, évacué de ses habitants tombe aux mains des Allemands au mois de mars et ne sera définitivement libéré que le 8 août 1918 par le 5e bataillon canadien après de violents combats.

Ce cimetière a été créé en août 1918 pour inhumer les soldats victimes des combats lors de la prise du village.

Le cimetière britannique de Démuin contient 43 sépultures de la Première Guerre mondiale, dont deux non identifiées,.

## Caractéristiques
Ce cimetière, d'un plan rectangulaire de 18 m sur 10, est entouré d'un muret de silex.

Il a été conçu par George Hartley Goldsmith.

## Galerie

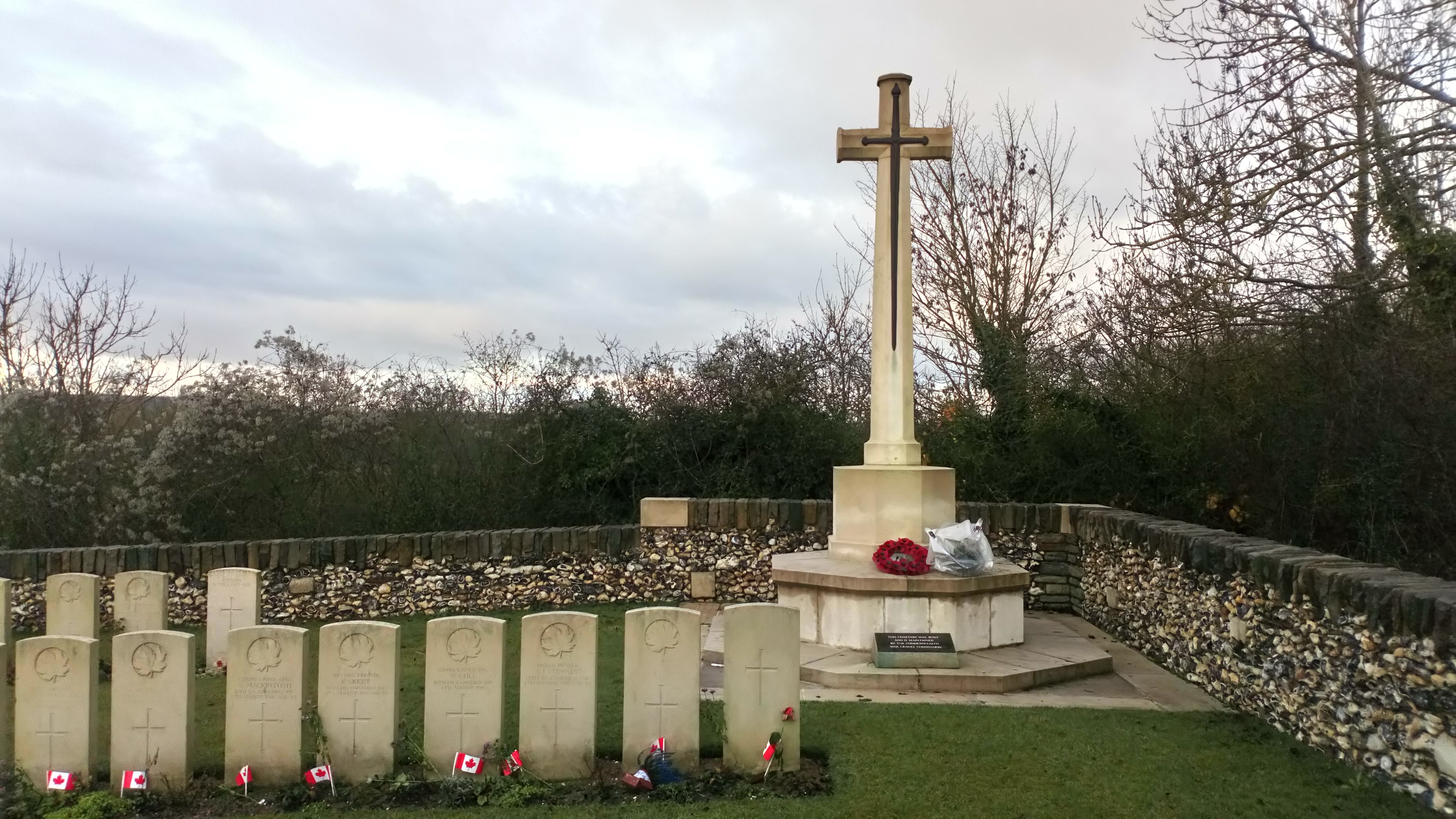
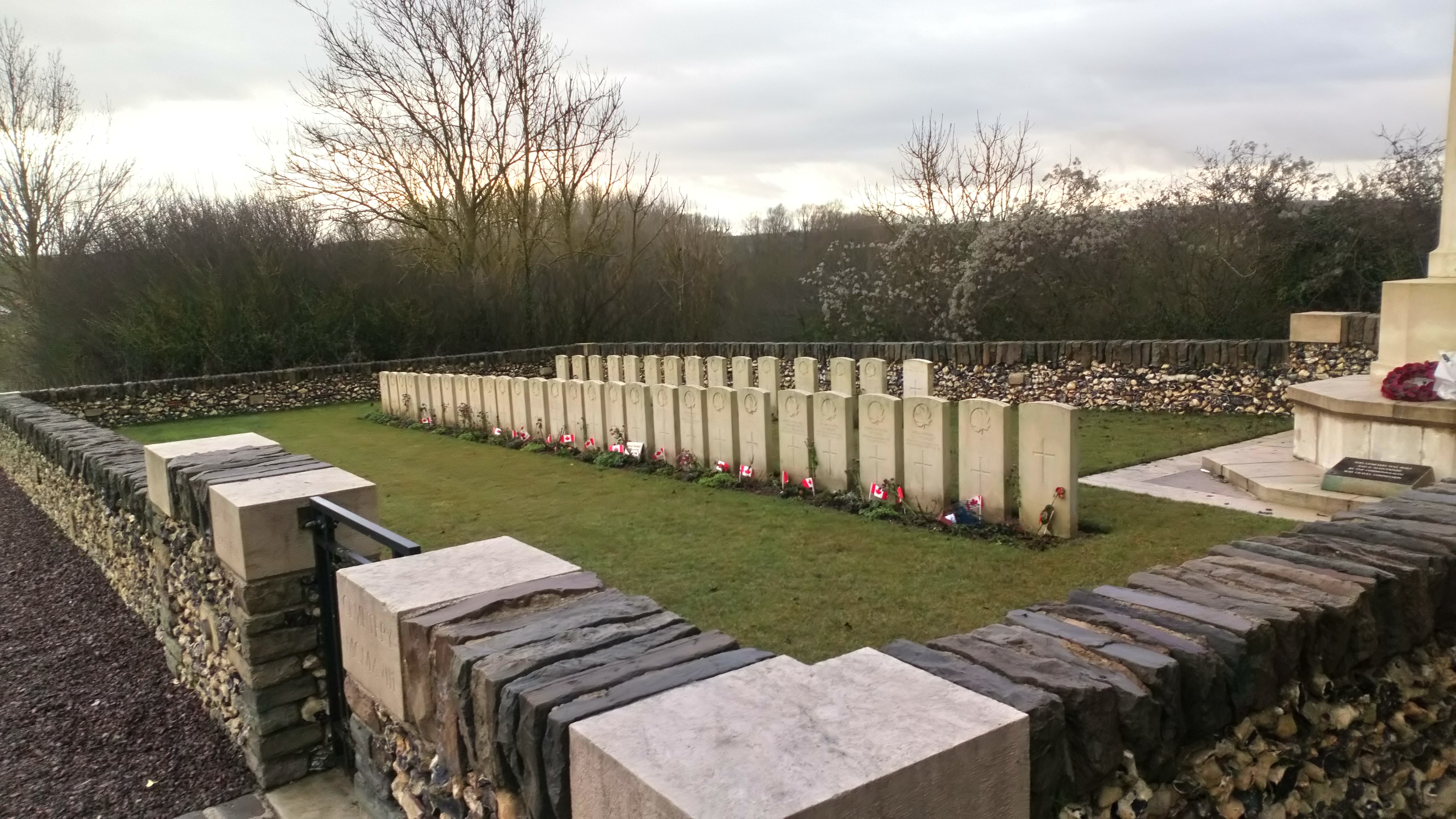
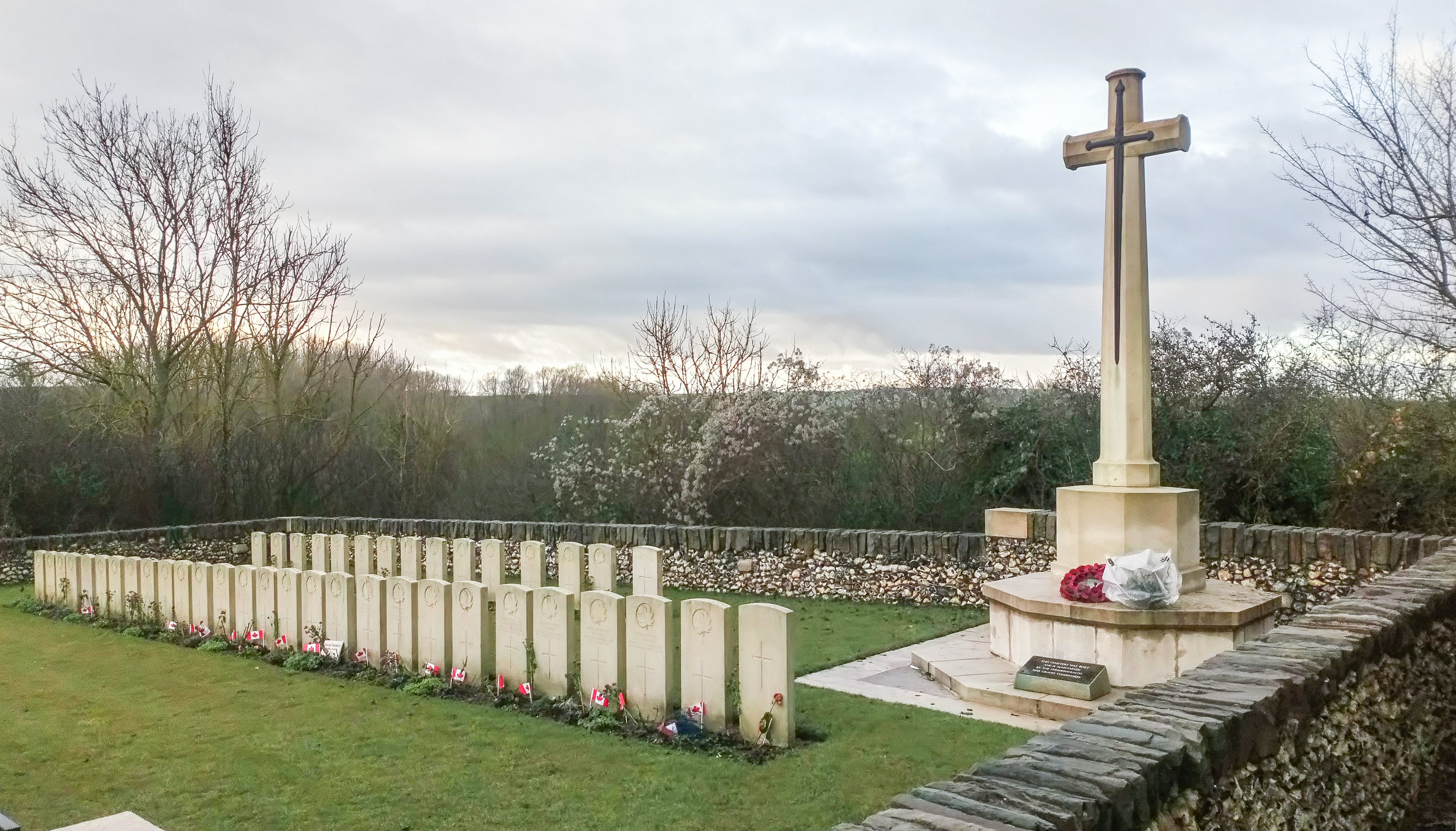

## Sépultures
| Pays        | Sépultures |
| ----------- | ---------- |
| Canada      | 42         |
| Royaume-Uni | 1          |
| Total       | 43         |